# Rakytovský potok (přítok Bielého Váhu)
Rakytovský potok je potok v horním Liptově, převážně v západní části okresu Poprad. Je to levostranný přítok Bielého Váhu, měří 2,4 km a je tokem IV. řádu.

## Pramen
Teče v Podtatranské kotlině, v podcelku Tatranské podhůří, pramení severně od Rakytovce, v blízkosti Rakytovských pliesek, v nadmořské výšce přibližně 1320 m.

## Popis toku
Nejprve teče jihojihozápadním směrem, následně se esovitě stáčí a podtéká Cestu svobody. Od ní pokračuje na krátkém úseku na jihojihovýchod přes lokalitu Na Striedku, pak se postupně stáčí jihojihozápadně a opouští TANAP a zároveň i okres Poprad. Zároveň vstupuje do podcelku Liptovská kotlina a na krátkém úseku teče v okrese Liptovský Mikuláš. Severoseverovýchodně od obce Važec ústí v nadmořské výšce cca 939 m do Bielého Váhu. Nepřijímá žádné přítoky.